# Eurobowl 2006
Navigation
Édition précédente Édition suivante
La Eurobowl 2006 est la 20e saison de l'Eurobowl. La saison régulière se déroule du entre le 25 mars et le 21 mai 2006. Suivent ensuite les demi-finales et la finale.

## Clubs de l'édition 2006
| Équipe                     | Nationalité |
| -------------------------- | ----------- |
| Warriors de Bologne        | Italie      |
| Lions de Bergame           | Italie      |
| Vikings de Vienne          | Autriche    |
| Raiders du Tyrol           | Autriche    |
| Blue Devils de Hambourg    | Allemagne   |
| Lions de Brunswick         | Allemagne   |
| Pioners de L'Hospitalet    | Espagne     |
| Seinäjoki Crocodiles       | Finlande    |
| Flash de La Courneuve      | France      |
| Patriots de Moscou         | Russie      |
| Mean Machines de Stockholm | Suède       |

## Les éliminatoires

### Les matches
| Date     | Home         | Score   | Away         |
| -------- | ------------ | ------- | ------------ |
| 25 mars  | La Courneuve | 41 - 0  | L'Hospitalet |
| 22 avril | Brunswick    | 21 - 12 | Tyrol        |
| 23 avril | Stockholm    | 34 - 0  | Moscou       |
| 24 avril | Hambourg     | 44 - 0  | Bologne      |
| 29 avril | L'Hospitalet | 6 - 47  | Bergame      |
| 5 mai    | Tyrol        | 40 - 13 | Brunswick    |
| 6 mai    | Bologne      | 20 - 48 | Vienne       |
| 6 mai    | Moscou       | 14 - 38 | Seinäjoki    |
| 13 mai   | Seinäjoki    | 15 - 12 | Stockholm    |
| 20 mai   | Bergame      | 18 - 20 | La Courneuve |
| 21 mai   | Vienne       | 31 - 17 | Hambourg     |

## Les classements
| Qualifié en demi-finales |

| Club                 | Vic. | Nuls | Déf. | Pts | Pts pour | Pts contre |
| -------------------- | ---- | ---- | ---- | --- | -------- | ---------- |
| Vikings de Vienne    | 2    | 0    | 0    | 79  | 37       | +42        |
| Blue Devils Hambourg | 1    | 0    | 1    | 61  | 31       | +30        |
| Warriors de Bologne  | 0    | 0    | 2    | 20  | 92       | -72        |

| Club                    | Vic. | Nuls | Déf. | Pts | Pts pour | Pts contre |
| ----------------------- | ---- | ---- | ---- | --- | -------- | ---------- |
| Flash de La Courneuve   | 2    | 0    | 0    | 61  | 18       | +43        |
| Lions de Bergame        | 1    | 0    | 1    | 65  | 26       | +39        |
| Pioners de L'Hospitalet | 0    | 0    | 2    | 6   | 88       | +82        |

| Club               | Vic. | Nuls | Déf. | Pts | Pts pour | Pts contre |
| ------------------ | ---- | ---- | ---- | --- | -------- | ---------- |
| Raiders du Tyrol   | 1    | 0    | 1    | 52  | 34       | +18        |
| Lions de Brunswick | 1    | 0    | 1    | 34  | 52       | -18        |

| Club                 | Vic. | Nuls | Déf. | Pts | Pts pour | Pts contre |
| -------------------- | ---- | ---- | ---- | --- | -------- | ---------- |
| MM Stockholm         | 2    | 0    | 0    | 49  | 12       | +37        |
| Seinäjoki Crocodiles | 1    | 0    | 1    | 50  | 29       | +21        |
| Patriots de Moscou   | 0    | 0    | 2    | 14  | 72       | -58        |

## Play-offs

### Demi-finale
| Date         | Vainqueur             | Score   | Perdant                    |
| ------------ | --------------------- | ------- | -------------------------- |
| 10 juin 2006 | Vikings de Vienne     | 42 - 9  | Mean Machines de Stockholm |
| 11 juin 2006 | Flash de La Courneuve | 27 - 17 | Raiders du Tyrol           |

### Finale
| Date            | Vainqueur         | Score  | Perdant               |
| --------------- | ----------------- | ------ | --------------------- |
| 22 juillet 2006 | Vikings de Vienne | 41 - 9 | Flash de La Courneuve |